# Augustin Casamajor
Pour les articles homonymes, voir Casamajor.
Augustin Bernard Casamajor est un homme politique français né le 19 août 1755 à Oloron-Sainte-Marie (Pyrénées-Atlantiques) et décédé le 15 août 1806 au même lieu.

## Biographie
Avocat à Oloron, puis commissaire civil près le tribunal de la ville, il est député des Basses-Pyrénées de 1791 à 1792, siégeant dans la majorité.